# ウサーマ・ビン・ザイドの遠征
ウサーマ・ビン・ザイドの遠征は、632年6月に初期の正統カリフ時代のムスリムが、ウサーマ・ビン・ザイドの指揮のもと東ローマ帝国領シリアに侵攻した遠征。
預言者ムハンマドは別離の巡礼の後、ウサーマ・ビン・ザイドを東ローマ帝国領内のバルカへの遠征軍司令官に任じ、自身の家族以外のすべてのサハーバと共に、先のムゥタの戦いの雪辱を果たしてくるよう命じた。ムゥタの戦いは629年に起きたムスリムと東ローマ帝国の最初の正面衝突で、東ローマ帝国の勝利に終わり、ウサーマの父でムハンマドの養子でもあったザイド・イブン・ハーリサが戦死していた。
ウサーマの遠征は成功裏に終わり、後のウサーマ存命中に起こるムスリムのシリア征服やアラブのエジプト征服への道が開けることになった。

## 背景
629年9月、ヨルダン川とカラクの東方にあるムゥタ村で、預言者ムハンマド率いるムスリム軍と、東ローマ帝国のテマ軍および属国ガッサーン朝のアラブ人キリスト教徒の連合軍が衝突した。イスラーム側の歴史によれば、この戦いの原因はボスラに向かっていたムハンマドの密偵をガッサーン朝が処刑したことにあり、ムハンマドはその復讐に出たのであった。
しかしこのムゥタの戦いで、ムスリム軍は壊滅的な敗北を喫した。ウサーマの父でムハンマドの養子だったザイド・イブン・ハーリサを含むムスリムの将軍3人が戦死し、生き残りは指揮権を引き継いだハーリド・イブン・アル＝ワリードに従い何とか撤退することができた。この残存ムスリム軍はマディーナへ引き返した。 
632年に別離の巡礼を行ったのち、ムハンマドは東ローマ帝国領内のバルカへの遠征軍司令官に任じた。当初の目的は、ザイド・イブン・ハーリサらが死んだムゥタの戦いの雪辱を果たすことであった。

## 遠征
ウサーマはムハンマドの命により、バルカとダールームを攻撃した。ところが数週間後にムハンマドが病に倒れると、アブー・バクルやウマル・イブン・ハッターブら長老たちは遠征をウサーマに任せ続けることに反対しだした。というのも、当時20歳だったウサーマは、軍勢を率いるには若すぎるように見えたからである。しかしムハンマドはこうした意見を却下した。
この事件について、サヒーフ・アル＝ブハーリーは次のように述べている。
預言者はウサーマを（シリアへ送る）部隊の指揮官に任じられた。ムスリムたちはウサーマを（悪し様に）語った。預言者は言った、「私はお前たちからウサーマについて語られた。（知っておいてもらいたいが、）彼は私がすべての人々の中で最も愛している者なのだ」と。
サヒーフ・アル＝ブハーリー, 5:59:744

サヒーフ・アル＝ブハーリーは、Sahih al-Bukhari, 5:59:745やSahih al-Bukhari, 5:59:552でも同様のことを伝えている。
ウサーマは約3000人の軍勢を集めた。うち1000人は騎兵で、アブー・バクルも遠征への参加を申し出た。ウサーマは間諜を先行させ、敵がまだ自軍の接近に気づいていないという情報を得た。
ところが、6月8日にムハンマドが死去し、ウサーマの遠征は延期されることになった。マディーナでは、アブー・バクルがカリフに選出された。そこである教友が、新たなウンマの指導者となったアブー・バクルに、若いウサーマに代えてウマル・イブン・ハッターブを指揮官とするよう説いた。しかしアブー・バクルはムハンマドの方針を変えず、ウサーマを指揮官としたまま遠征軍を出発させた。 
タバリーによれば、アブー・バクルはウサーマがシリアに赴く前に、戦争についての十項目の掟を示した。これについてムワッター・イマーム・マリクのスンナ派ハディースでは次のように説明されている。
そして（アブー・バクルは）言った、「軍勢よ、立ち止まれ。私はお前たちに十（のすべきこと）を命じよう。それらを私から、心の臓で学ぶがよい。お前たちは裏切りをしてはならない。お前たちは信仰に反した行いをしてはならない。お前たちは謀略を行ってはならない。お前たちは思いのままに傷付けてはならない。お前たちは幼い子供も年老いた男も、あるいは女も殺してはならない。お前たちはヤシの木を切り倒したり焼いたりしてはならない。お前たちは（あらゆる）果実のなった木を切り倒してはならない。お前たちは食用とする以外に羊、牛、ラクダを屠殺してはならない。お前たちは僧の部屋に居る者たちは見逃し、彼らのするままにさせよ。お前たちは様々な食物を積んだ船を与える者のもとに行け。もしお前たちが（それらの皿）から何かを食したなら、その上に神の名を唱えよ。お前たちは頭の中央を剃った者たちのもとへ行き、ターバンのように（髪を環状のまま）残し、軽く剣で打て。行け、神の御名の下に！」
またタバリーによれば、ウサーマの遠征は成功裏に終わった。
（ウサーマは）機敏にDhu al-Marwahと谷間を進撃して、預言者が命じたことをやり遂げ、クダーア族（ガッサーン朝の従属勢力）の騎兵たちを追い散らし、アビルを襲った。彼は捕虜と戦利品を獲、また彼の遠征の成就には、帰還する時間を除くと40日もかからなかった
この遠征の成功により、ムスリムはムハンマドがいなくともその教えによって高い戦力と結束力を維持できることを示した。ウサーマの軍はシリアに至り、ムスリムの軍勢として初めて東ローマ帝国領の襲撃に成功した。これにより、その後の東ローマ帝国領のシリア征服やエジプト征服への道が開けた。